# جورج واشنطن أوين
جورج واشنطن أوين (بالإنجليزية: George Washington Owen)‏ (و. 1796 – 1837 م) هو سياسي من الولايات المتحدة الأمريكية ولد في مقاطعة برونزويك.
وهو عضو في الحزب الديمقراطي الأمريكي .